# Wola Sudkowska
Wola Sudkowska lub Wola Chlipelska (ukr. Воля-Садківська) – wieś na Ukrainie, w rejonie jaworowskim (do 2020 roku w rejonie mościskim) obwodu lwowskiego.
Wieś położona w powiecie przemyskim, była własnością Mariana Lisowskiego, została spustoszona w czasie najazdu tatarskiego w 1672 roku.

## Historia
Dawniej część wsi Chliple w powiecie mościskim.